# Coupe d'Allemagne de cyclisme sur route
La Coupe d'Allemagne de cyclisme (ou TUI-Cup, nom du sponsor principal) est un ensemble de courses cyclistes allemandes sur route. L'épreuve est ouverte à quatre catégories : Elite Hommes, Elite Femmes, Espoirs Hommes, Juniors Hommes. La compétition a lieu entre 2006 et 2009.
La Coupe regroupe les plus importantes courses du calendrier allemand. Chaque épreuve rapporte des points pour le classement final. Le leader de l'épreuve porte le maillot TUI de leader.

## Palmarès
| Année | Élites Hommes   | Élites Femmes       | Espoirs Hommes  | Juniors Hommes  |
| ----- | --------------- | ------------------- | --------------- | --------------- |
| 2006  | Jens Voigt      | Nicole Cooke        | Tony Martin     | n'a pas eu lieu |
| 2007  | Jens Voigt      | Judith Arndt        | Christian Kux   | Michael Hümbert |
| 2008  | Christian Knees | Judith Arndt        | n'a pas eu lieu | n'a pas eu lieu |
| 2009  | Fabian Wegmann  | Ina-Yoko Teutenberg | n'a pas eu lieu | Emil Hovmand    |

## Épreuves

### Élite Hommes
- Tour de Cologne
- Tour de Basse-Saxe
- Tour de Rhénanie-Palatinat
- Grand Prix de Francfort
- Tour de Bavière
- Grand Prix de la Forêt-Noire
- Championnats d'Allemagne (En ligne et contre-la-montre)
- Tour de Saxe
- Vattenfall Cyclassics
- Tour d'Allemagne
- Tour de la Hainleite
- Tour de Bochum
- Regio-Tour
- Tour de Nuremberg
- Tour de Hesse
- Münsterland Giro

### Élite Femmes
- Championnats d'Allemagne (En ligne et contre-la-montre)
- Tour de Thuringe
- Tour de Bochum
- Tour de Nuremberg
- Albstadt-Frauen-Etappenrennen

### Espoirs Hommes
- Tour de Düren
- Tour de Thuringe Espoirs
- Neuseen Classics
- Championnat d'Allemagne Espoirs (En ligne et contre-la-montre)
- Tour de Berlin
- Tour de Mainfranken
- Tour du Sachsenring
- Stuttgart-Strasbourg-Stuttgart